# Джіюль
Джіюль (1957 р.н.) — південнокорейська буддійська черниця, що належить до ордену Джог’є, найбільшого в корейському буддизмі. Національну та міжнародну увагу вона привернула своєю екологічною активністю, яка включала драматичні та суперечливі методи, такі як серія постів до смерті. Їй також приписують, що вона, ймовірно, була засновницею національного екологічного руху Південної Кореї через увагу та найбільшу кількість екологічних суперечок навколо її руху Зелений резонанс, найбільшого в Південній Кореї.
200 днів Джіюль голодувала на воді, солі та час від часу чаю. Останній із чотирьох її постів закінчився в лютому 2005 року на 100-й день. Вона пішла на цю акцію, щоб привернути увагу президента Ро Му Хьюна до його передвиборної обіцянки 2002 року і зупинити та повторно оцінити суперечливий проєкт тунелю, який є частиною мережі високошвидкісних потягів. Планувалося, що траса між Сеулом і Пусаном проходить через Чонсон. Вона та екологічні групи стверджують, що проєкт становить загрозу для екосистеми гори (на якій також розташований її монастир). В рамках її протесту загалом вона оголосила п’ять голодувань, два останні тривали по сто днів. У 2003 році вона 43 дні по 3000 разів на день падала перед мерією Пусана.
Джіюль також була частиною колективного позову від імені корейського кутозуба (Hynobius leechi), як представника 30 рідкісних видів на горі. Хоча петицію підписало 175 000 людей, суд схвалив проєкт, що спонукало її піти на четвертий піст. Великі екологічні, правозахисні та релігійні організації організували бдіння при свічках, петиції підтримки та марафонські молитви, виготовлення молитовних ковдр і паперових саламандр та солідарні пости по всій країні. Коли прем'єр-міністр Лі Хе-чан погодився зупинити підрив і провести повторну оцінку разом з групами громадян. Тому вона припинила свій пост. Ще одним результатом її акцій став двопартійний парламентський комітет, який закликав до серйозного переосмислення політики розвитку уряду.
Однак у 2009 році уряд продовжив будівництво. Джіюль намагалася зупинити його продовження. Її опір будівництву призвів лише до арешту монахині. Вона програла позов, але після звільнення поспішила подати новий. Цей позов був проти ЗМІ і потрапив до Верховного суду Кореї. Позов був для того, щоб виправдати цей екологічний рух, який вона надихнула, від звинувачення в тому, що через зупинку будівництва країна втратили мільярди. Вона виграла свій позов, в результаті чого їй було виплачено 10 вон (приблизно 1 цент США).
Її голодування були частиною її руху «Зелений резонанс». Спочатку вона звернула увагу на проблему транзитного проекту у 2001 році.
Її активність, презентованав масовій пресі та популярних альтернативних ЗМІ, викликали вилив підтримки, а також запеклі публічні суперечки щодо етичних і довгострокових політичних наслідків її техніки протесту.
Її щоденник був опублікований (корейською) у 2004 році.
Її друга екологічна кампанія включала проєкт «Чотири великі річки», проти якого вона почала виступати у 2009 році. Її формою протесту за цю екологічну проблему було створення нотаток, фотографій та відеозаписів цих річок, а потім демонстрація документації про благополуччя річок у школах та на громадських зборах у Південній Кореї. У 2010 році вона допомогла запустити програму «Паломництва на річку Накдонг». Вона була відкрита для широкого загалу. У 2013 році вона зняла свій інді-фільм під назвою «Слідом за піщаною річкою», використовуючи зроблені нею нотатки, відео та фотографії. Це мало допомогти привернути більшу увагу її нації до дамби цієї річки. Уряд також продовжив цей проєкт, незважаючи на те, що Джіюль закликала, щоб уряд його зупинив.